# Sabaco atlantideus
Sabaco atlantideus is een borstelworm uit de familie Maldanidae. Het lichaam van de worm bestaat uit een kop, een cilindrisch, gesegmenteerd lichaam en een staartstukje. De kop bestaat uit een prostomium (gedeelte voor de mondopening) en een peristomium (gedeelte rond de mond) en draagt gepaarde aanhangsels (palpen, antennen en cirri).
Sabaco atlantideus werd in 1959 voor het eerst wetenschappelijk beschreven door Kirkegaard.